# Bulbophyllum cyanotriche
Bulbophyllum cyanotriche là một loài phong lan thuộc chi Bulbophyllum.